# Península Trinity

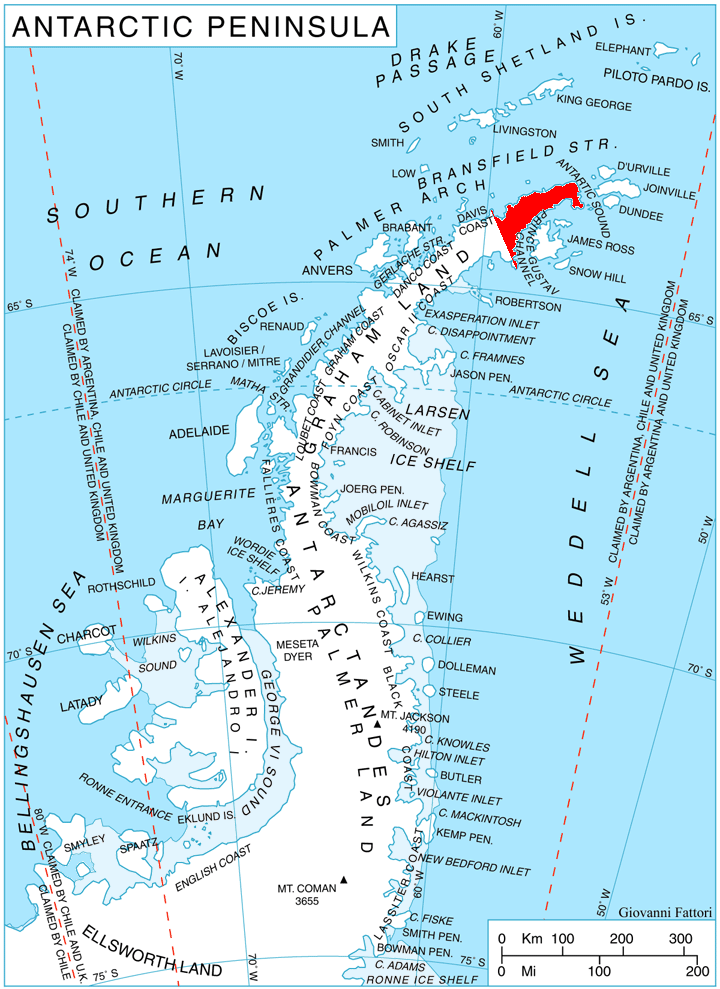
Localização da península Trinity.

A península Trinity é o extremo setentrional da península Antártica, estendendo-se pela direção nordeste por cerca de 130 km e conectando o cabo Kjellman ao cabo Longing. 
Há mais de um século, os cartógrafos usaram vários nomes (Terra de Trinity, Terra de Palmer, Terra de Luís Felipe) para esta porção da Península Antártica, cada nome tendo algum mérito histórico. O nome recomendado deriva de "Terra de Trinity" dado por Edward Bransfield durante janeiro de 1820 (para a Costa Trinity), embora a aplicação precisa dele não tenha sido identificada com certeza e é uma questão de interpretação diferente por historiadores antárticos.

## Mapa
- Península Trinity. Scale 1:250000 topographic map No. 5697. Institut für Angewandte Geodäsie and British Antarctic Survey, 1996.